# Werner Hartmann (zapaśnik)
Werner Hartmann (ur. 20 lutego 1942 w Klaus) – austriacki zapaśnik walczący w stylu klasycznym. Olimpijczyk z Rzymu 1960, gdzie zajął siedemnaste miejsce w kategorii 52 kg.

## Letnie Igrzyska Olimpijskie 1960
| Konkurencja          | Rundy eliminacyjne     | Rundy eliminacyjne      | Klas. końcowa |
| Konkurencja          | Przeciwnik I           | Przeciwnik II           | Miejsce       |
| -------------------- | ---------------------- | ----------------------- | ------------- |
| 52 kg styl klasyczny | Franz Burkhard (SUI) P | Bengt Frännfors (SWE) P | 17.           |